# Triozoida inconstans
Triozoida inconstans är en insektsart som beskrevs av Leonard D. Tuthill 1947. Triozoida inconstans ingår i släktet Triozoida och familjen spetsbladloppor. Inga underarter finns listade i Catalogue of Life.